# West Oxfordshire
West Oxfordshire este un district ne-metropolitan din Regatul Unit, ituat în comitatul Oxfordshire din regiunea South East, Anglia.

## Orașe în cadrul districtului
- Burford
- Carterton
- Chipping Norton
- Witney
- Woodstock

1. ↑   https://ons.maps.arcgis.com/home/item.html?id=a79de233ad254a6d9f76298e666abb2b Lipsește sau este vid: |title= (ajutor)